# Vela sopra Asaf, Giosafat e Ioram

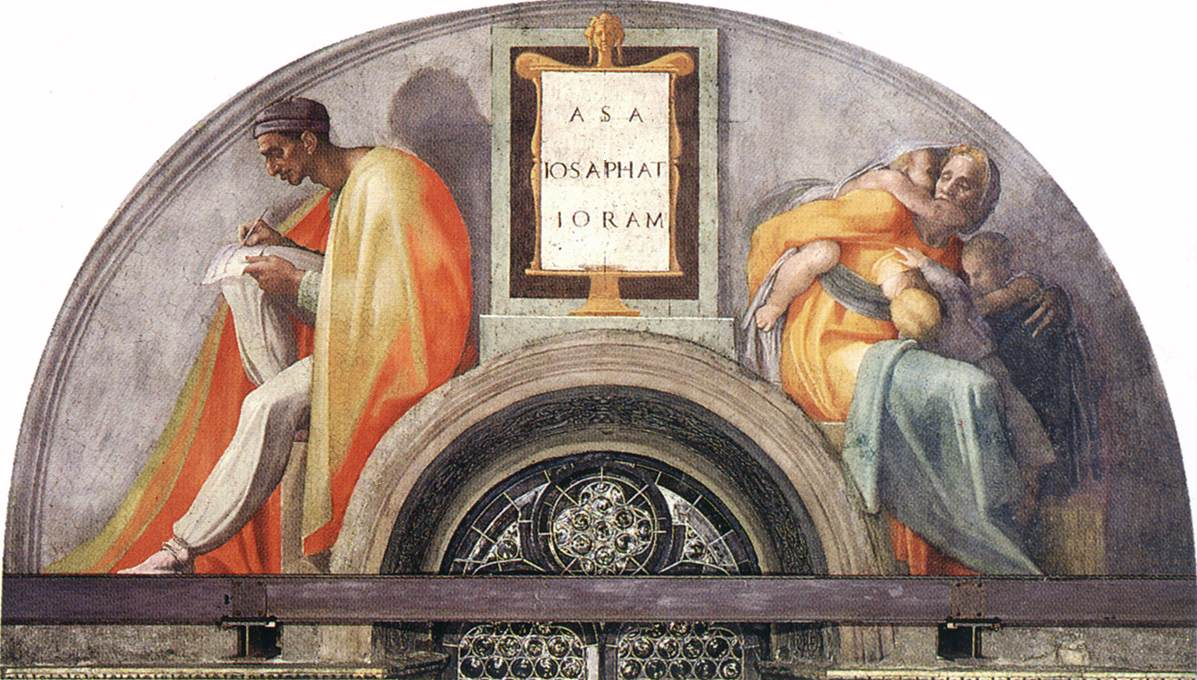
Asaf, Giosafat e Ioram

La vela sopra Asaf, Giosafat e Ioram venne affrescata da Michelangelo Buonarroti e fa parte della decorazione della volta della Cappella Sistina nei Musei Vaticani a Roma, commissionata da papa Giulio II.

## Storia
Le vele, come le lunette sottostanti, contengono la serie degli Antenati di Cristo, e sono ad esse strettamente correlate da un punto di vista iconologico, sebbene molto diverse iconograficamente e dal punto di vista dello stile e della forma. Si tratta infatti di spazi triangolari concavi, che l'artista riempì con gruppi familiari su uno sfondo scuro (a differenza degli sfondi chiari delle lunette) e con posizioni diverse, sedute in terra piuttosto che su gradoni, per assecondare la forma dello spazio da dipingere. L'individuazione dei soggetti, tratti dalla genealogia di Cristo del Vangelo di Matteo, si basa sui nomi scritti sulle tabelle al centro delle lunette sottostanti: le lunette sormontate da vela infatti presentano solitamente tre nomi invece dei normali due. Su quali gruppi rappresentino però i vari nomi non c'è concordanza tra gli studiosi, anche perché Michelangelo non usò alcun attributo iconografico e forse non era neanche interessato a un'identificazione diretta e inoppugnabile, concentrandosi piuttosto sulla rappresentazione di vari tipi umani e vari atteggiamenti.
Gli spazi triangolari sopra ciascuna vela vennero riempiti dai cosiddetti nudi bronzei, figure a monocromo che simula il bronzo, inseriti in posizioni simmetriche davanti a sfondi scuri, violacei, separati da un teschio d'ariete dal quale pendono nastri dorati.
Le vele furono realizzate, come il resto degli affreschi della volta, in due fasi, a partire dalla parete di fondo, opposta all'altare. Gli ultimi episodi da un punto di vista cronologico delle storie narrate furono quindi le prime a venire dipinte. Nell'estate del 1511 doveva essere terminata la prima metà della Cappella, richiedendo lo smontaggio del ponteggio e la sua ricostruzione nell'altra metà. La seconda fase, avviata nell'ottobre 1511, terminò un anno dopo, appena in tempo per la scopertura del lavoro la vigilia di Ognissanti del 1512.
La vela sopra Asaf, Giosafat e Ioram fu quindi una di quelle dell'ultima fase.

## Descrizione e stile
Nella lunetta sottostante si vede un gruppo familiare attribuito a Giosafat e i suoi figli: la vela dovrebbe quindi mostrare la famiglia di Asaf.
Il gruppo della vela è dominato dalla donna in primo piano, che sta assopita col busto reclinato su una gamba piegata e una distesa, appoggiandosi su un cuscino di traverso. Dietro di lei si vedono un fanciullo e un uomo accovacciato: sono figure in ombra e definite molto sommariamente, secondo un procedimento che ricorda il "non-finito" scultoreo, visibile in opere come il Tondo Pitti.
La vela venne eseguita in appena una giornata, tranne l'angolo inferiore a destra, e fu usato un cartone preparatorio che venne riportato sull'intonaco tramite incisione, con tratti rapidi e abbreviati. 

### Nudi bronzei
I due nudi bronzei sono inseriti negli spazi triangolari, in una posizione contorta che sembra farli spingere per uscire dallo stretto spazio in cui sono relegati. Essi hanno le gambe distese lungo il profilo della cornice della vela, il busto piegato a novanta gradi e ruotato verso l'esterno, la testa di profilo, le braccia ruotate all'indietro verso la testa d'ariete centrale e i nastri dorati che vi sono appesi. 
Essi furono ricavati da un medesimo cartone ribaltato, con alcune differenze che impediscono una simmetria troppo rigida: ad esempio la fisionomia dei volti è diversa. 